# Campeonato Maltês de Futebol de 2008/2009
O Campeonato Maltês de Futebol de 2008/2009 foi a 94ª temporada do campeonato, o principal do futebol de Malta. Teve início em 23 de agosto de 2008 e encerrou em 24 de maio de 2009. O vencedor foi o Hibernians Football Club.

## Classificação
| 1                              | FK Mogren                 | 36 | 17 |
| 2                              | FK Budućnost Podgorica    | 32 | 17 |
| 3                              | OFK Grbalj                | 31 | 17 |
| 4                              | FK Rudar Pljevlja         | 28 | 17 |
| 5                              | FK Sutjeska               | 27 | 17 |
|                                | FK Zeta                   | 27 | 17 |
| 7                              | FK Petrovac               | 22 | 17 |
| 8                              | FK Lovćen                 | 21 | 17 |
| 9                              | FK Kom                    | 20 | 17 |
| 10                             | Fk Jezero                 | 18 | 17 |
| 11                             | FK Jedinstvo Bijelo Polje | 14 | 17 |
| 12                             | FK Dečić                  | 10 | 17 |
| Pts – Pontos ganhos; J – Jogos |                           |    |    |

|  |                                                                     |
|  | Campeão e classificado para a fase eliminatória d Liga dos Campeões |